# 設計事務所
設計事務所（せっけいじむしょ）とは、設計活動を主とする営利の業務をおこなっている職場、事務所の呼称。設計業務を事業者として行う者の職場・事業所などを指す。

## 概要
設計事務所と称するのは、主には建築士事務所で建築物の設計監理を主に行っているものを指す建築設計事務所が多いが、建築設計事務所でも分類区分すると建築デザイン、意匠設計のほか構造設計事務所、設備（さらに電気や機械など）の、また積算設計事務所、都市関連などの設計事務所がある。その他建設業系統では造園分野(造園設計事務所)と、土木施設・海洋施設設備、農業土木施設、林業施設など各種施設・構造物の設計事務所がある。これらは基本的には建設コンサルタントである場合が大半である。
測量業も、正確には「測量設計業」であり、測量士の職場、測量士事務所・測量会社は「測量設計事務所」と称して活動する場合もある。
設計業務を行うコンサルタント企業、この場合は主として技術コンサルタントも、職場名に設計事務所の名称を使用している場合がある。製品、部品、工作物、機械設備や各種機器類・機械類、乗物関連、電気設備・施設や通信設備などの設計業務を行う企業、事務所やデザイン会社など、中には自社で開発製造し販売するメーカー・企業も「設計事務所」の名称をもって営利活動を展開する場合がある。
こうした設計を営利業務として行っている企業は設計業者、設計業、などと呼ばれる場合があり、従事している技術者らを設計技術者あるいは設計士と呼ぶ場合がある。